# Jürgen Sydow
Jürgen Claus Hinrich Sydow (* 30. April 1921 in Dresden; † 13. Januar 1995 in Tübingen) war ein deutscher Historiker und Archivar. Von 1962 bis 1983 war er Leiter des Stadtarchivs Tübingen. Im Jahr 1971 wurde er zum Honorarprofessor an der Universität Tübingen ernannt. Sydow legte zahlreiche Studien zur Stadtgeschichte und zur Kirchengeschichte vor. Durch Arbeiten zur Geschichte Regensburgs und Tübingens gehörte Sydow zu den bekanntesten Historikern des südwestdeutschen Städtewesens.

## Leben
Jürgen Sydow war gläubiger Katholik. Er besuchte das Bischöfliche St. Benno-Gymnasium in Dresden und legte dort 1939 das Abitur ab. Er absolvierte von 1939 bis 1942 das Studium der Historischen Hilfswissenschaften sowie der Geschichte, Kunstgeschichte, der mittellateinischen Philologie und der Ägyptologie an der Ludwig-Maximilians-Universität in München.
Bis zum Januar 1942 ließ sich Sydow in Dresden und Weimar zum Archivar ausbilden. Im Sommer 1942 wurde Jürgen Sydow in München bei Rudolf von Heckel mit einer Arbeit zur „Paläographie der Kölner Münzinschriften des Mittelalters“ promoviert. Im weiteren Verlauf des Zweiten Weltkriegs folgte die Einberufung zum Kriegsdienst. Das Kriegsende erlebte er in italienischer Gefangenschaft.
Nach Kriegsende trat Sydow 1946 als Novize in die Benediktinerabtei Ettal ein. Dort eignete er sich Kenntnisse auf dem Gebiet der Liturgiegeschichte an, verließ jedoch nach wenigen Monaten das Kloster.
Sydow arbeitete bis 1951 am Landesarchiv Brandenburg als Dozent, musste jedoch 1951 aufgrund politischen Drucks aus der Deutschen Demokratischen Republik in die Bundesrepublik Deutschland umsiedeln. Ab 1953 war Sydow als Stadtarchivar und nebenamtlicher Lehrer in Regensburg tätig. Im Verlauf der 1950er-Jahre steuerte Jürgen Sydow viele wissenschaftliche Aufsätze zu den Verhandlungen des Historischen Vereins für Oberpfalz und Regensburg bei. Sydow beschäftigte sich in seiner Regensburger Zeit sowohl mit lokalen Themen als auch mit Gegenständen der Kirchengeschichte.
Zwischen 1953 und 1962 arbeitete Sydow für das Landesamt für Archivpflege in Münster. Während seiner Zeit in Münster war Sydow unter anderem an der Erschließung des Stadtarchivs Altena beteiligt. In den 1960er-Jahren trug er mit Matthias Simon eine Kontroverse zum konfessionellen Charakter der Reichsstadt Regensburg aus. Ab 1962 leitete Sydow das Archiv der Universitätsstadt Tübingen. Als Tübinger Stadtarchivar erfasste er gemeinsam mit Udo Rauch erstmals grob die Archivalien des 19. Jahrhunderts in einer Findkartei. Im Jahre 1963 übernahm Jürgen Sydow die Geschäftsführung des von Otto Feger und Gerd Wunder 1960 begründeten Südwestdeutschen Arbeitskreises für Stadtgeschichtsforschung. Diese Initiative wurde laut Helmut Maurer zwanzig Jahre lang von Sydow entscheidend geprägt.
Zum Wintersemester 1965/66 übernahm Sydow einen Lehrauftrag für Geschichte an der Universität Tübingen. 1971 wurde er zum Honorarprofessor ernannt. 1974 legte Sydow den ersten Band einer Tübinger Stadtgeschichte vor, der den Zeitraum von der alemannischen Siedlung im Ammertal bis zum Übergang der pfalzgräflich tübingischen Stadt an die Württemberger im Jahr 1342 umfasst.
Am 27. Mai 1983 trat Sydow als Stadtarchivar Tübingens in den Ruhestand. Anlässlich seines 70. Geburtstags wurde er durch eine Sammlung seiner Aufsätze geehrt. Der Nachlass von Jürgen Sydow befindet sich im Stadtarchiv Tübingen. Er trägt die Signatur E206 und umfasst etwa 10,6 Regalmeter.

## Forschungsschwerpunkte
Seit 1956 war Sydow korrespondierendes Mitglied der Accademia Spoletina, publizierte häufig in italienischen Zeitschriften und nahm regelmäßig an Tagungen in Prato als Referent teil. Zu den Veröffentlichungen Sydows in italienischer Sprache zählen unter anderem Di taluni tentativi di trattative commerciali tra la Sassonia e le Sicilie durante il regno di Carlo di Borbone („Über bestimmte Handelsvertragsbestrebungen zwischen Sachsen und Sizilien während der Herrschaft Karls von Bourbon“) von 1949 und Spoleto vista da viaggiatori tedeschi dal XVII al XIX secolo („Spoleto aus der Sicht deutscher Reisender vom 17. bis zum 19. Jahrhundert“) aus dem Jahr 1954.
Bereits zu Beginn seiner wissenschaftlichen Laufbahn beschäftigte sich Jürgen Sydow stark mit den historischen Institutionen des kirchlichen Lebens. Neben einigen populärwissenschaftlichen Werken wie dem Bilderbuch Bebenhausen – 800 Jahre der Geschichte und Kunst publizierte er 1969 in der Germania Sacra die umfangreiche Monographie Die Zisterzienserabtei Bebenhausen. In der Folge wirkte er als Hauptautor an „Die Zisterzienser“ mit. Auch trug Sydow zur 800-Jahr-Feier des Decretum Gratiani im Jahr 1952 eine Beschreibung der Dekret-Handschriften in der Bayerischen Staatsbibliothek in München bei.
Das primäre Forschungsgebiet Sydows war die Verbindung der Kirchengeschichte mit dem Forschungsfeld des mittelalterlichen Städtewesens. Mithilfe von interdisziplinären Verbindungen gestaltete Sydow eine Reihe von Werken, die aufgrund ihrer hohen Qualität in wissenschaftlichen Kreisen geschätzt werden.
In den Tübinger Blättern veröffentlichte Sydow in den 1980er-Jahren mehrere Aufsätze, die unter anderem die schwäbische Polenbegeisterung und den Alltag in mittelalterlichen Klöstern behandeln.

## Schriften
Ein Schriftenverzeichnis erschien in: Helmut Maurer (Hrsg.): Cum omni mensura et ratione. Ausgewählte Aufsätze. Festgabe zu seinem 70. Geburtstag. Thorbecke, Sigmaringen 1991, ISBN 3-7995-7070-5, S. 433–451.